# جيمس ألسويرث دي كاي
جيمس ألسويرث دي كاي (بالإنجليزية: James Ellsworth De Kay)‏ هو عالم حيوانات أمريكي، ولد في 12 أكتوبر 1792 في لشبونة في البرتغال، وتوفي في 21 نوفمبر 1851 في أويستر باي في الولايات المتحدة.